# Исаия

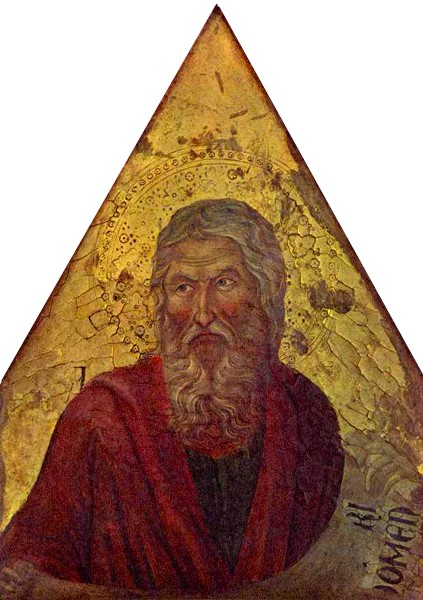
Уголино ди Нерио. Пророк Исаия. Начало XIV века, Лондон, Национальная галерея

Иса́ия (Иса́йя, др.-евр. יְשַׁעְיָהוּ‬, Иешая́ху — «Яхве есть спасение») — один из библейских пророков, выходец из знатной еврейской священнической семьи, родился в Иерусалиме около 765 года до н. э. Пророчествовал на древнееврейском языке. Исаия примечателен, в первую очередь, своими пророчествами о Мессии.

## Биография
Его пророческое служение началось в возрасте 20 лет с видения Бога на высоком и превознесённом престоле; края риз его наполняли весь Храм, вокруг Него летали серафимы и взывали друг к другу: «Свят, Свят, Свят, Господь Саваоф! Вся земля полна славы Его».
Пророк Исаия начал пророчествовать в 747―735 годах до н. э. Начало пророчествований Исаии пришлось на период правления царей Озии, Иоафама, Ахаза и Езекии (Ис. 1:1).
Предание утверждает, что Исаия дожил до правления царя Манассии (696-641) и принял мученическую смерть при нём.
Согласно преданию, Исаия — автор ветхозаветной книги пророка Исаии. У православных христиан память Исаии отмечается 9 (22) мая. В Римском мартирологе его память отмечается 6 июля.

## Чудеса
- Согласно Четвертой книге Царств, во время царствования Езекии на Иудею напал ассирийский царь Сеннахирим. Царь Езекия молил Бога о помиловании. После этого Исаия послал к Езекии сказать, что Бог услышал его молитву. Войско противника было истреблено (4Цар. 19:14—37).
- После этого Езекия тяжело заболел. По молитве пророка Исаии, Бог возвратил тень на десять ступеней назад, дав знамение царю Езекии, что тот выздоровеет, что и произошло (4Цар. 20:7—11).

## Пророчества
- Известная фраза Исаии о Царствии Небесном — «перекуют мечи свои на орала, и копья свои — на серпы; не поднимет народ на народ меча, и не будут более учиться воевать» (Ис. 2:4).
- Исаия обличал лицемерие, когда иудей чтит Бога языком, но не сердцем (Ис. 29:13).
- Исаия говорил о невозможности замены Бога рукотворным изображением божества (Ис. 40:12—31): Итак кому уподобите вы Бога? И какое подобие найдете Ему? Идола выливает художник, и золотильщик покрывает его золотом и приделывает серебряные цепочки. А кто беден для такого приношения, выбирает негниющее дерево, приискивает себе искусного художника, чтобы сделать идола, который стоял бы твердо. Разве не знаете? разве вы не слышали? разве вам не говорено было от начала? разве вы не уразумели из оснований земли? Он есть Тот, Который восседает над кругом земли, и живущие на ней — как саранча [пред Ним]; Он распростер небеса, как тонкую ткань, и раскинул их, как шатер для жилья.
(Ис. 40:18—22)
- Отрицал возможность постижения разума Божия: «Разум Его неисследим» (Ис. 40:28).
- Исаия отстаивал идею о том, что каждый народ достоин власти, которая над ним, называя персидского царя Кира «помазанником Господа» (Ис. 45:1).
- Исаия отстаивал идею предопределения. «Предопределения древние истинны» (Ис. 25:1), но подчёркивал, что судьба каждого иудея зависит от него самого и определяется его поступками: «Если захотите и послушаетесь, то будете вкушать блага земли; если же отречётесь и будете упорствовать, то меч пожрёт вас, ибо уста Господни говорят» (Ис. 1:19).
- Дамаск будет разрушен (Ис. 17:1).
- В книге пророка Исаии содержится одно из первых описаний Небесного Иерусалима, символа грядущего Царства Божия, показанного Исаие в видении.

### Мессианские пророчества
В глазах христиан особую ценность представляют множественные пророчества Исаии о грядущем Мессии. Как пророчества о Мессии рассматриваются следующие пророчества:
- о рождении Мессии: «Итак Сам Господь даст вам знамение: се, Дева во чреве приимет и родит Сына, и нарекут имя Ему: Еммануил» (Ис. 7:14), «ибо младенец родился нам — сын дан нам; владычество на раменах Его, и нарекут имя Ему: Чудный, Советник, Бог крепкий, Отец вечности, Князь мира» (Ис. 9:6).
- о служении: «Дух Господа Бога на Мне, ибо Господь помазал Меня благовествовать нищим, послал Меня исцелять сокрушённых сердцем, проповедовать пленным освобождение и узникам открытие темницы» (Ис. 61:1).
- о смерти Мессии: «Но Он взял на Себя наши немощи и понёс наши болезни; а мы думали, [что] Он был поражаем, наказуем и уничижён Богом» (Ис. 53:4), «Ему назначали гроб со злодеями, но Он погребён у богатого, потому что не сделал греха, и не было лжи в устах Его» (Ис. 53:9).

### Пророчество о Египте
«Пророчество о Египте. — Вот, Господь восседит на облаке лёгком и грядёт в Египет. И потрясутся от лица Его идолы Египетские, и сердце Египта растает в нём. Я вооружу Египтян против Египтян; и будут сражаться брат против брата и друг против друга, город с городом, царство с царством. И дух Египта изнеможет в нём, и разрушу совет его, и прибегнут они к идолам и к чародеям, и к вызывающим мертвых и к гадателям. И предам Египтян в руки властителя жестокого, и свирепый царь будет господствовать над ними. Говорит Господь, Господь Саваоф» (Ис. 19:1—4).

### Пророчество об Израиле (еврейском народе)
Исаия осуждал израильтян за беззаконие и пророчил им, что большая часть их будет отвержена Богом, и место их займут уверовавшие языческие народы Египта и Ассирии (ныне Ирак). «Египтяне вместе с Ассириянами будут служить Господу» (Ис. 19:23).

## В исламе
Исаия не упоминается по имени в Коране, однако связь с ним проводится в литературе тафсира. Более широко рассмотрен в литературе ḳiṣaṣ al-anbiyāʾ.

## В археологической науке
В ходе раскопок царской пекарни в Иерусалиме найден оттиск печати с надписью, возможным прочтением которой является «Исаия пророк». Находка обнаружена в нескольких метрах от другого оттиска, сделанного печатью царя Езекии. Такие печати использовались в качестве личной подписи. Левый край оттиска повреждён, первая буква в слове «пророк» отсутствует, что не позволяет исключить другие интерпретации надписи, но в пользу прочтения «Исаия пророк» говорит археологический контекст находки.